# Lunne och Ström
Lunne och Ström är en av SCB avgränsad och namnsatt småort i Örnsköldsviks kommun. Småorten omfattar bebyggelse i samhällena Lunne och Ström belägna sydost om Arnäsvall i Arnäs distrikt (Arnäs socken).